# Oocorys dorae
Oocorys dorae is een slakkensoort uit de familie van de Cassidae. De wetenschappelijke naam van de soort is voor het eerst geldig gepubliceerd in 1996 door Kreipl & Mühlhäusser.